# ایستگاه ابیسو
ایستگاه ابیسو (به ژاپنی: 恵比寿駅 Ebisu-eki) یک ایستگاه راه‌آهن است که در ابیسو، توکیو و در همسایگی شیبویا-کو، توکیو یکی از مناطق ویژه توکیو واقع شده‌است. این ایستگاه توسط شرکت راه‌آهن شرق ژاپن و متروی توکیو اداره می‌شود.